# Гідропіскоструминна перфорація

Рис. 1.

Рис. 2. Схема утворення грушоподібної каверни в породі при гідропіскоструминній перфорації: 1 — обсадна колона; 2 — цементний камінь; 3 — гірська порода; 4 — круглий отвір; 5 — грушоподібна каверна

Гідропіскоструминна перфорація (рос.гидропескоструйная перфорация; англ. hydrosand-blast perforation of borehole; нім. Wassersandstrahlperforierung f der Bohrlöcher n pl) — у нафтовидобуванні — створення каналів у експлуатаційній колоні, цементному камені і масиві гірських порід абразивною пульпою, яку подають у свердловину під тиском. Основою гідропіскоструминної перфорації є використання кінетичної енергії рідинно-піщаних струменів, що формуються в насадках спеціального апарата — гідропіскоструминного перфоратора.

## Загальний опис
Створюється гідрогазодинамічний зв'язок свердловини із продуктивним пластом, підвищується продуктивність (приймальність) свердловин унаслідок наявності каналів у привибійній зоні, а також ініціюються тріщини при гідравлічному розриві пласта.
Зону ущільнених гірських порід можна подолати, створюючи піскоструминним апаратом канали, глибина яких сягає 50 см при діаметрі 20 — 50 мм. Піскоструминні агрегати дозволяють створювати як точкові (глибиною 150—200 мм), так і щілинні канали (глибиною до 500 мм) та надрізати пласт по вертикалі, забезпечуючи розвантаження порід від дії дотичних напружень у свердловинах з відкритим вибоєм і перекритим обсадними трубами.
Перфорація здійснюється гідропіскоструминним перфоратором, який спускається у свердловину на трубах НКТ. Перфоратор зі змінними насадками з діаметром отворів 3, 4, 5 і 6 мм створює спрямований високонапірний струмінь піщано-рідинної суміші, яка при точковому впливі прорізає обсадні труби та породу протягом 15 –20 хв. Наземне обладнання складається з пристрою для приготування суміші й насосів, що нагнітають її в свердловину під високим тиском. Як робочу рідину, залежно від призначення робіт, застосовують дегазовану нафту, розчини соляної кислоти і ПАР, воду тощо, як абразив — пісок з діаметром частинок від 0,2 до 2 мм. Для успішної роботи агрегату перепад тиску в насадках з діаметром отворів 6 мм повинен бути не меншим ніж 10 — 12 МПа, а в твердих породах — 25 — 30 МПа.
Для збільшення глибини утворюваного каналу застосовують гідропіскоструминні перфоратори спеціальних конструкцій — шлангові й зондові гідромоніторні.
Ефективність гідропіскоструминного розкриття оцінюють за індикаторними кривими та приведеним радіусом свердловини, визначеним за допомогою кривих відновлення тиску.
Газогідропіскоструминна перфорація — перфорація свердловин із використанням азотопінних сумішей і гідроабразивного (піскоструминного) перфоратора, завдяки чому збільшується глибина і об'єм створених каналів, не порушується цементне кільце за колоною, не утворюються задири всередині експлуатаційної колони. Газоподібний агент у водопіщаній суміші сприяє проведенню вторинного розкриття на рівновазі (тиск на вибої свердловини рівний пластовому) або за депресії на продуктивний пласт.

## Основне призначення гідропіскоструминної перфорації
— розкриття пластів при випробуванні розвідувальних свердловин;
- розкриття продуктивних пластів у свердловинах, обладнаних для спільно-роздільного закачування води та експлуатації двох або більше пластів в одній свердловині;
- розкриття пластів з тріщинуватими колекторами; розкриття слабопроникних зцементованих пластів; розкриття пластів після проведення ізоляційних робіт та капітального ремонту свердловин;
- розкриття пластів з наступним гідравлічним розривом;
- розкриття пластів, перекритих двома і більше колонами; роботи з вирізки обсадних та інших колон для вилучення їх із свердловини;
- створення спеціальних отворів для проведення цементування при усуненні затрубних перетоків.
Гідропіскоструминний метод перфорації не дає належного ефекту в інтервалах, раніше оброблених соляною кислотою, або після гідророзриву, а також після повторного розкриття високопроникних пластів з низьким пластовим тиском та сильно обводнених пластів.

## Гідроабразивний (піскоструминний) перфоратор

Гідроабразивний перфоратор

Гідроабразивний (піскоструминний) перфоратор (ГАП) призначений для створення каналів і щілин у свердловинах із відкритим вибоєм і обсаджених. ГАП є обертальні, зі змінними насадками (соплами, джетами), різною кількістю отворів, різним профілем вихідного отвору (круглі, плоскі, хрестоподібні, квадратні, трикутні, комбіновані тощо), умовним діаметром 2,5; 3,0; 3,5; 4,0; 4,5; 5,0 мм і напрямком витікання рідини, також можуть бути обладнані хвостовиком-пером (для промивки свердловини); дво- чи трисекційні ГАП із кульовими клапанами. Здійснення цих операцій одним ГАП досягається поєднанням різних варіантів розташування насадок і заглушок у корпусі ГАП, а також його переміщенням навкруги або уздовж стовбура свердловини.
Гідропіскоструминний перфоратор закріплюється на нижньому кінці колони НКТ і спускається у свердловину на задану глибину. На поверхні використовується спеціальне обладнання: гирлова арматура, насосні та піскозмішувальні агрегати тощо. Рідинно-піщана суміш закачується в НКТ насосним агрегатом під високим тиском.
Перфоратор може бути використаний не тільки для перфорації, але і для різання труб; різання щілин (горизонтальних, вертикальних або гвинтових) тощо.

## Перфорація в газовому середовищі
При додатковій перфорації обсадної колони в експлуатаційній свердловині з метою збільшення дебіту газу, а також при освоєнні пакерних свердловин не завжди одержують позитивні результати з приросту видобутку газу. Це пояснюється тим, що після глушіння свердловини глинистим розчином або водою потрібен тривалий час, щоб свердловина знову відновила свою продуктивність. З огляду на це розроблено метод перфорації в газовому середовищі, тобто без глушіння свердловини рідиною.
Новий метод має ряд переваг: підвищується пробивна здатність куль, зменшується кількість тріщин як в обсадній колоні, так і в цементному кільці і, що найважливіше, виключається глинизація привибійної зони пласта, внаслідок чого підвищується робоча характеристика свердловини.
Для проведення перфорації під тиском у газовому середовищі свердловину обладнають спеціальним лубрикатором, що складається з приймальної камери і сальникового пристрою. Лубрикатор дозволяє спускати глибинні прилади та пристрої у газові свердловини з надлишковим тиском на гирлі під час виконання промислово-геофізичних та інших робіт без глушіння свердловин. Перфоратор спускають у свердловину через лубрикатор на спеціальному броньованому кабелі.
Найзручніше метод додаткової перфорації застосовувати на свердловинах, в які не спущені фонтанні труби. Однак цей метод можна використовувати і в свердловинах зі спущеними фонтанними трубами. У цьому випадку перфорацію здійснюють, спускаючи у фонтанні труби малогабаритні перфоратори, а простріл наміченого інтервалу відбувається крізь фонтанні труби. Оскільки перфорація під тиском у газовому середовищі має ряд переваг, що забезпечують високу продуктивність свердловини, цей метод доцільно застосову-вати і при первинній перфорації в нових пробурених свердловинах. При цьому стовп глинистого розчину необхідно попередньо замінити на газовий стовп.